# ТЕЦ Рас-аль-Хейр
ТЕЦ Рас-аль-Хейр — теплова електростанція у Саудівській Аравії, яка входить до виробничого комплексу компанії Ma’aden Phosphate. 
У 2011 році в Рас-аль-Хейр почав роботу комплекс з виробництва добрив, однією зі складових якого є завод сульфатної кислоти. Технологічний процес заводу заснований на спалюванні сірки (до 1,5 млн тон на рік), під час чого утворюються великі обсяги тепла. За рахунок його утилізації, а також утилізації тепла на заводі з виробництва аміаку, продукують пару, що живить дві парові турбіни потужністю по 73 МВт. 
Окрім виробництва електроенергії ТЕЦ здійснює опріснення води в обсягах 40 тис м3 на добу.
Надлишкова електроенергія в еквіваленті 10 МВт може видаватись стороннім споживачам.